# 地獄怪客2：金甲軍團
《地獄怪客2：金甲軍團》（英語：Hellboy II: The Golden Army）是2008年上映的美國電影，改編自黑馬漫畫出品的奇幻漫畫《地獄男爵》。由2004年第一部电影版作品《地獄怪客》墨西哥籍導演吉勒摩·戴托羅執導，朗·柏曼（Ron Perlman）等人原班人馬在續集中演出。電影於北美地區2008年7月11日上映，香港於2008年8月14日上映，台灣至2008年9月12日上映。

## 演員
| 演員                                                        | 角色                              |
| ----------------------------------------------------------- | --------------------------------- |
| 超自然調查防禦署 Bureau For Paranormal Research And Defense |                                   |
| 朗·柏曼 Ron Perlman                                         | 地獄怪客 Hellboy（Anung Un Rama） |
| 莎瑪·布萊兒 Selma Blair                                     | 火焰女麗茲 Elizabeth Sherman      |
| 道格·瓊斯 Doug Jones                                        | 魚人亞伯 Abraham Abe Sapien       |
| 塞思·麥克法蘭 Seth MacFarlane                               | 瓊安克勞斯 Johann Krauss          |
| 傑佛瑞·坦伯 Jeffrey Tambor                                  | 曼寧探員 Tom Manning              |
| 貝瑟默拉國 The Elf of the Underworld：Bethmoora Clan        |                                   |
| 羅伊·多瑞斯 Roy Dotrice                                     | 國王巴勒 King Balor               |
| 路克·高斯 Luke Goss                                         | 努亞達王子 Prince Nuada           |
| 安娜·沃爾頓 Anna Walton                                     | 努雅娜公主 Princess Nuala         |
| 布萊恩·史帝爾 Brian Steele                                  | 韋奇 Wink                         |

## 製作
2004年五月《地獄怪客》上映後的下個月，Revolution 影業宣稱導演吉勒摩·戴托羅將回再次執導電影續集，同樣由演員朗·柏曼領銜主演。2006年隨著期待首部續集上映時，導演表意電影將以三部曲的模式呈現。不過 Revolution 影業宣佈退出此拍攝計畫，至八月由環球影業願意接手出資拍攝續集，而上映日期延至2008年夏天檔期。電影製作於2007年四月在英國倫敦和匈牙利布達佩斯進行取景。吉勒摩·戴托羅導演2006年上映的《羊男的迷宮》，電影贏得奧斯卡多項大獎，使導演更具影響力來製作續集，電影計畫2007年六月在布達佩斯拍攝至十二月止，為首部美國製作電影於匈牙利當地片廠拍攝，呈現更多新的當地建物景色。
導演吉勒摩·戴托羅探究在續集中呈現的多種概念，最初計劃創造經典角色，融入科學怪人、德古拉伯爵或狼人等版本，在與漫畫原作者麥克·米格諾拉討論數天後，決定改編漫畫中的 Almost Colossus 故事。因當時拍攝的《羊男的迷宮》為導演奠定神話基礎，而後他們認為以民俗故事為腳本，編寫新的原創劇情更加容易。之後吉勒摩·戴托羅提出內容構想，在最終版本定案金甲軍團前，是以地球四大元素風、水、火和土為概念。米紐拉表示續集的主題在於「重點加入更多的民間故事與童話概念，融合地獄怪客。他不再是納粹，機器或瘋狂科學家的產物，而是在我們世界外某種古代神祇與傳說角色。」

## 票房
《地獄怪客2》2008年6月11日在北美和加拿大地區開映首週，上映3204家戲院總共賺進3590萬美元，排行當週票房第一，超越前集2320萬美元的票房成績，是目前吉勒摩·戴托羅執導電影中最高票房。第二週電影票房收益1010萬美元，下跌71%跌幅相當大的數字。續集跌幅甚大，主因在於第二週蝙蝠俠電影《黑暗騎士》上映所受到的影響。截至8月14日電影票房賣座74,075,630美元，其他國家電影因限定地區放映，包括墨西哥、泰國、馬來西亞和新加坡，共收益460萬美元票房。

## 評價
影評家給予《地獄怪客2》普遍正面的評價。截至2008年7月16日的電影評論網站爛番茄，根據149篇評論中，有88%的影評家給予正面的評價，總分10平均分數在7.2。而Metacritic網站中基於35篇的影評，100分裡平均分數78，比前集得到更佳的反應評價。

## 續集
導演吉勒摩·戴托羅表示將計劃拍攝續集，原班人馬會回到第三部地獄怪客演出，朗·柏曼已確定等待續拍，第三部電影將前往何處拍攝導演也明確決定。2017年，由於電影資金上的困難，使得該續集被取消，取而代之的重啟作《地獄怪客：血后的崛起》於2019年上映。

## 外部連結
- 互联网电影数据库（IMDb）上《地獄怪客2：金甲軍團》的资料（英文）
- Box Office Mojo上《地獄怪客2：金甲軍團》的資料（英文）
- 爛番茄上《地獄怪客2：金甲軍團》的資料（英文）
- Metacritic上《地獄怪客2：金甲軍團》的資料（英文）
- AllMovie上《地獄怪客2：金甲軍團》的资料（英文）
- Yahoo奇摩電影上《地獄怪客2：金甲軍團》的資料（繁體中文）
- 開眼電影網上《地獄怪客2：金甲軍團》的資料（繁體中文）
- 时光网上《地獄怪客2：金甲軍團》的資料（简体中文）
- 豆瓣电影上《地獄怪客2：金甲軍團》的資料 （简体中文）

| 上一届： 《全民超人》 | 2008年全美週末票房冠軍 7月11日 | 下一届： 《黑暗騎士》 |